# Йоахим Хрептович
Йоа́хим Ігна́тій Лито́вор Хрепто́вич (пол. Joachim  Ignacy Litawor Chreptowicz; 4 січня 1729 — 4 березня 1812) — один із найбільших землевласників на терені сучасної Білорусі, відомий також як діяч польсько--литовської Просвіти: прибічник фізіократизму, публіцист, поет, перекладач, упорядник зразкової садиби Щорси.

## Біографія
Походив із магнатського роду Хрептовичів, представники якого відіграли значущу роль у розвитку культури та просвіти. Народився у Великому князівстві Литовському в маєтку Ясенець (нині — Барановицький район Берестейської області). Навчався у Віленській академії.
З 1765 року маршалок литовського трибуналу, підканцлер литовський з 1773 року. Очолював дипломатичні місії в Парижі та Відні. Один із засновників (1773) і протягом двох десятиліть член Едукаційної комісії (установи з керування народною просвітою). Керував департаментом академій і шкіл Литви. З 1780 року керівник королівського угруповання магнатів і шляхти в Литві. З 1791 року міністр закордонних справ. З 1793 року канцлер литовський. Наприкінці XVIII ст. заснував у Варшаві «Товариство друзів науки».
Автор віршів польською мовою «Гімн до краси», «Дуб і тростина», «Про любов», «Відповідь Хрептовича Карпинському», «Хронологія роду Хрептовичів», статті «Поезія» та інших..
У своїх родових маєтках Щорсы (Новогрудський повіт) і Вишнево (Ошмянський повіт) замінив панщину чиншем. Збудував у Щорсах палац, школу, уніатську церкву, організував бібліотеку з архівом (150 одиниць сеймових і сеймикових актів, королівських листів та ін.). Частину книг він придбав від бібліофіла Залуського Йосифа (1768), частину від римського кардинала І. Імперіале. У його бібліотеці було понад 10 тисяч екземплярів книг, у тому числі твори найбільших філософів, римських і грецьких класиків, італійська і французька класична література, твори з історії Білорусі, Литви і Польщі.
Бібліотекою Хрептовича користувалися вчені Йоахим Лелевель, Ф. Малевський, Ян Снядецький і Анджей Снядецький. Бував у ній Адам Міцкевич. Бібліотекарями працювали М.Вольский, Я. Чечот.
Реформаторська діяльність Хрептовича (проведення аграрної реформи) була пов'язана з пошуками оптимального варіанту ведення помісного господарства в умовах розвитку товарно-грошових відносин без докорінної ліквідації кріпацтва.
Повніше уявлення про світогляд Хрептовича дають його твори «Про щорічне відтворення країни» і «Про звичайне право». У першому творі він розглядає проблеми політекономії, у другому, поряд із правовими проблемами, викладає свої загальнофілософські та соціологічні концепції.
Хрептович дотримувався деїзму. Осмислюючи суспільне життя, відзначив наявність у ньому «звичайного порядку», котрий встановлює права та обов'язки всіх членів громади. Для підтримки такого порядку у спільному житті укладають договори. Чим ближчий закон до природного права, тим більше він справедливий. У центрі всього перебуває людина з її потребами, інтересами, правами та обов'язками.
Оскільки сатисфакція потреб людини можлива тільки у громаді, кожний повинен зважати на потреби інших членів громади. Але люди значно відрізняються один від одного своїм майновим становищем. І, тим не менш, з природного порядку речей випливає, що кожний повинен працювати на тому місці, яке йому природно суджено, не прагнучи проникнути до закритої для нього сфери.
Моральний порядок, згідно з Хрептовичем, залежить від фізичного порядку природи. Моральні закони цілком відповідають тому, що корисно та необхідно людині в її житті. Так, «діти повинні поважати батьків, батьки повинні ростити дітей — це випливає з морального порядку, який відповідає фізичному порядку природи і, зовсім очевидно, корисно роду людському».
Фізіократи, до яких належав і Хрептович, розглядали громаду як натуральный організм, який є частиною природи, до якої входять людина і її моральні принципи. Коли ж людина втрачає закономірний зв'язок з природою (позбавлена свободи або безпеки чи власності), він стає вигнанцем, непотрібним для себе і громади. «Які ж він може мати обов'язки, не маючи прав? Чи змусиш його працювати? Адже його найкорисніші здібності розуму, кмітливість, не підлягають примусу».
Це концепція дозволяє стверджувати, що Хрептович вважав людину та її здібності (насамперед розумові) головним елементом виробництва.
Своїми господарськими реформами та визволенням селян від кріпацтва Хрептович обґрунтовував можливість здійснення більш широкого оновлення. Вірив, що за належної організації суспільного життя відповідно до вимог «природного права» виникає можливість створення забезпеченості, яка постійно зростає, і просвіти для всіх. Це був просвітницький гуманізм і одночасно утопізм. Гуманізм Хрептовича виявлявся у повазі до особистості селянина, визнанні його природних прав, в увазі до творчості народу. Соціальні теорії і діяльність Хрептовича отримали визнання та підтримку.

## Сім'я
Дружина (з 22 грудня 1766 року) — Констанція Антонівна Пшездзецька (пом. 20.03.1787; Варшава), дочка підканцлера литовського Антонія Тадеуша Пшездзецького та сестра княгині Гелени Радзивілл. У шлюбі мали 4 синів і дочку:
- Адам (14 березня 1768—1844), ротмістр, одружений із вдовою графинею Маріанною Замойською, уродженною Грановською.
- Єва (9 травня 1769—1813), вийшла заміж за старосту мінського, предводителя дворянства Віленської губернії Михаїла-Єронима Станіславовича Бжостовського (1762—1806).
- Олександр (8 січня 1772—27 березня 1782)
- Ігнатій (12 червня 1773—11 травня 1793)
- Іреней Михайло (19 лютого 1775—1850), гофмейстер, з 1808 року був одружений із фрейлиною Кароліною Марією фон Ренн (1780—1846), дочкою генерала К. Ренна. У 1807 році вона була нареченою полковника Д. У. Арсеньєва, але пізніш відмовила йому і прийняла пропозицію Хрептовича. Ображений Арсеньєв викликав на дуель свого суперника і був ним убитий. У шлюбі мали дітей:
  - Михайло (1809—1892), російський посол у Лондоні і Брюсселі;
  - Марія (1811—1890), вийшла заміж за дипломата А. М. Бутеньова;
  - Єлена (1814-1890), вийшла заміж за дипломата і письменника В. П. Титова (1807—1891).

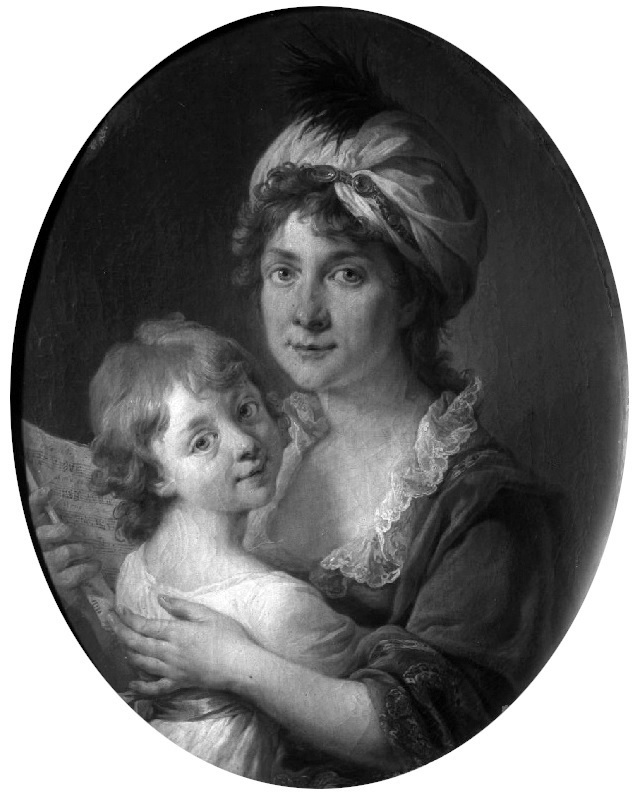
Єва Бржостовська з  дочкою Ізабелою
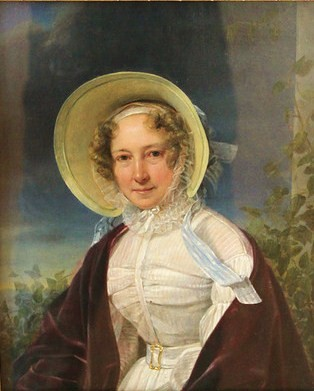
Марія Карлівна Хрептович,  уродж. фон Ренн
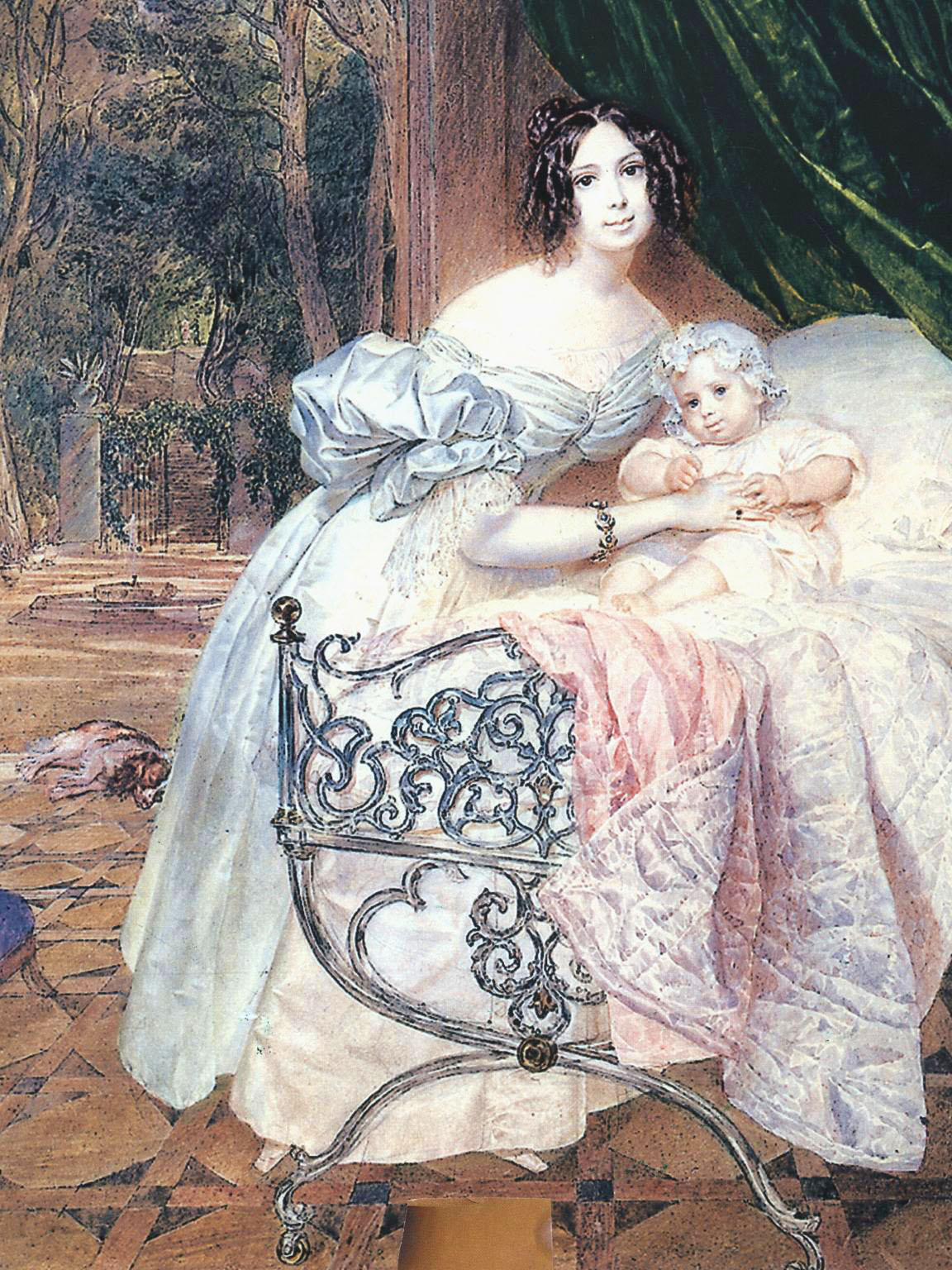
Марія Іринеєвна Бутеньова  з дочкою Марією
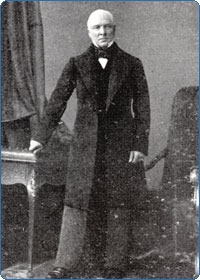
Михайло Іринеєвич Хрептович